# Muntprat
Die Muntprat (auch Muntprat von Spiegelberg, Mundbrot, Mundbrodt,
Mundbrod) waren Konstanzer Patrizier und Fernhändler lombardischer Herkunft (Kawertschen) und später ein Thurgauer Landadelsgeschlecht.

## Geschichte
Lütfried II., der „Große Muntprat“ (* um 1383; † 1447) beteiligte sich ab 1410 an der Großen Ravensburger Handelsgesellschaft, saß von 1431 bis 1447 im Kleinen Rat und war 1443 Bürgermeister in Konstanz.
Um 1430 galt Lütfried II. als der reichste Kaufmann in Süddeutschland und der Eidgenossenschaft. 1419 kaufte er die Herrschaft Altenklingen und 1423 bis 1433 die Burgen Rosenberg und Bernang.1440 kauften Lütfrieds Brüder Ludwig und Hans die Herrschaft Salenstein.
Hans Muntprat († 1447), ein Bruder Lütfrieds II., verkaufte 1439 die Herrschaft Altenklingen und begann, umfangreiche Geldgeschäfte zu tätigen. 1457 kaufte er die Burg und die Vogtei Lommis sowie 1464 die Herrschaft Spiegelberg. Ulrich Muntprat, Hans Muntprats Sohn, erwarb im Jahr 1474 die Herrschaft Weinfelden und 1478 Dorf und Schloss Zuckenriet.
Die Wege der verschiedenen Zweige der Familie Muntprat trennten sich. In der Schlacht bei Schwaderloh kämpften 1499 Verwandte der Familie gegeneinander. Das Thurgauer Landadelsgeschlecht nannte sich bereits um 1490 Muntprat von Spiegelberg.
Die 1505 erworbenen Rechte an der halben Vogtei Eggen tauschten die Muntprat 1542 gegen die übrigen von Weinfelden ein. Als Besitzer verschiedener Gerichte integrierten sie sich im Thurgau, traten als Vertreter der Gerichtsherren auf und beteiligten sich an eidgenössischen Kriegszügen.
In der Reformation blieben die Muntprat mehrheitlich altgläubig. 1549 bis 1573 war Hans, der 1550 von Kaiser Karl V. in den Reichsadelstand erhoben wurde, Verwalter der Konstanzer Hauptmannschaft.
1551 erwarb Hans Dietrich von Gemmingen, der ab 1539 oder 1540 mit Magdalena Mundprat von Spiegelberg († 1566) verheiratet war, die Herrschaft Weinfelden von den Muntprat. 1582 verkauften die Erben von Ludwig mit Spiegelberg ihre letzte Herrschaft im Thurgau.

## Familienmitglieder
- Elisabeth Muntprat (1459–1531), Nonne, Küsterin, Schaffnerin und Schreiberin
- Hans Muntprat († 1447), Kaufmann und Mitglied der Patrizierfamilie Muntprat aus Konstanz
- Lütfried Muntprat II. (um 1383–1447), Kaufmann

## Wappen
Das schwarz–silber geteilte Wappen zeigt drei (2:1) Lilien verwechselter Tinktur. Auf dem Stechhelm mit schwarz-silbernen Helmdecken ein wie Schild bezeichneter geschlossener Flug

„Anno 1517 haben die Muntpratter noch kein offen Helm geführt und sich nirgends von geschrieben.“ (Voland)

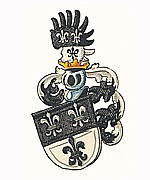
Wappen der Muntprat
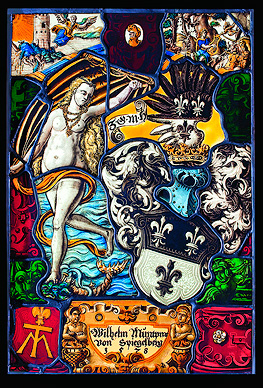
Wappenscheibe von Wilhelm Muntprat, 1578